# قائمة الفائزين بجائزة القفاز الذهبي في الدوري الإنجليزي الممتاز
جائزة القفاز الذهبي في الدوري الإنجليزي الممتاز (بالإنجليزية: Premier League Golden Glove)‏ هي جائزة كرة قدم سنوية تهدى لحارس المرمى صاحب أكثر شباك نظيفة (حين تنتهي مباراة دون أن يستقبل أية أهداف) طوال موسم من الدوري الإنجليزي الممتاز. في السابق وخلال الفترة ما بين موسمي 2004–05 و2015–16 كانت الجائزة تُعرف باسم جائزة باركليز للقفاز الذهبي (بالإنجليزية:  Barclays Golden Glove)‏. حالياً، ومنذ موسم موسم 2016–17 أصبحت الجائزة تعرف باسم جائزة كادبوري للقفاز الذهبي (بالإنجليزية:  Cadbury Golden Glove)‏ لأغراض الرعاية. في الأصل كانت تهدى الجائزة للاعب واحد، فإذا تعادل لاعبان في عدد الشباك النظيفة، تمنح الجائزة للاعب صاحب أفضل معدل للشباك النظيفة/عدد المباريات. على الرغم من ذلك، وبداية من موسم 2013–14، بدأت مشاركة الجائزة مع حراس المرمى أصحاب نفس عدد الشباك النظيفة بغض النظر عن عدد المباريات التي لعبوها.
تأسس الدوري الإنجليزي الممتاز عام 1992 عندما انفصلت أندية دوري الدرجة الأولى الإنجليزي عن دوري كرة القدم. أسست تلك الأندية دوريًا مستقلًا تجاريًا للتفاوض على اتفاقات البث والرعاية الخاصة بهم. في 2005، منحت الجائزة لأول مرة، وفاز بها بيتر تشيك. أكثر حراس المرمى فوزًا بالجائزة هما التشيكي بيتر تشيك (3 ألقاب مع تشيلسي ولقب وحيد مع أرسنال) والإنجليزي جو هارت في أربعة مواسم، جميعها مع مانشستر سيتي، مما جعل ذلك مانشستر سيتي هو النادي الأكثر فوزًا بهذه الجائزة كذلك مع ناديي تشيلسي وليفربول برصيد 4 ألقاب. أيضًا جعلت ألقاب هارت الأربعة حراس إنجلترا هم الأكثر تتويجًا بالمناصفة مع الحراس الإسبان والحراس التشيك بأربعة ألقاب. فاز كلًا من بيبي رينا وجو هارت بالجائزة في ثلاثة مواسم متتالية، وهو الرقم القياسي لعدد مرات الفوز بالجائزة على التوالي.
بدأ بيتر تشيك الرقم القياسي كأكثر حراس المرمى إحرازًا للشباك النظيفة في موسم واحد (21 مباراة) وحقق الجائزة عام 2005. عادل أدوين فان در سار ذلك الرقم في موسم 2008–09، تخطى فان در سار أيضًا رقم تشيك السابق بعشر مباريات متتالية بتحقيقه 14 مباراة متتالية بشباك نظيفة. وخلال تلك الفترة، أمضى فان در سار 1,311 دقيقة دون استقبال أي هدف،  تجاوز بذلك أيضًا مدة تشيك (1,025 دقيقة). كانت المدة القياسية في دوري كرة القدم مسجلة باسم ستيف ديث (1,103 دقيقة)، والمدة الأطول في كل دوريات بريطانيا على الإطلاق (1,155 دقيقة) متتالية دون استقبال أية أهداف. في موسم 2014–15، حقق هارت الجائزة من خلال 14 مباراة لم تهتز فيها شباكه، وذلك هو أقل عدد لمباريات بشباك نظيفة منحت عنه الجائزة على الإطلاق.

## تاريخ الجائزة
تأسس الدوري الإنجليزي الممتاز عام 1992، وذلك بعد أن تركت أندية دوري الدرجة الأولى الإنجليزي دوري كرة القدم (بالإنجليزية: The Footbal League)‏. أسسوا معًا دوريًا مستقل تجاريًا للتفاوض بشأن البث والرعاية الخاصة بهم. كان باركليز هو الراعي لجائزة القفاز الذهبي في أول نسخة لها عام 2004، ثم أعلن الدوري الإنجليزي الممتاز يوم 4 يونيو 2015 أنه لن يعقد أية صفقات على رعاية اسم البطولة بعد انتهاء موسم 2015–16، وذلك لرغبتهم في بناء اسم تجاريّ «خالص» للبطولة كما هو الحال في باقي الدوريات الرياضية الكبرى في الولايات المتحدة.

## الفائزون

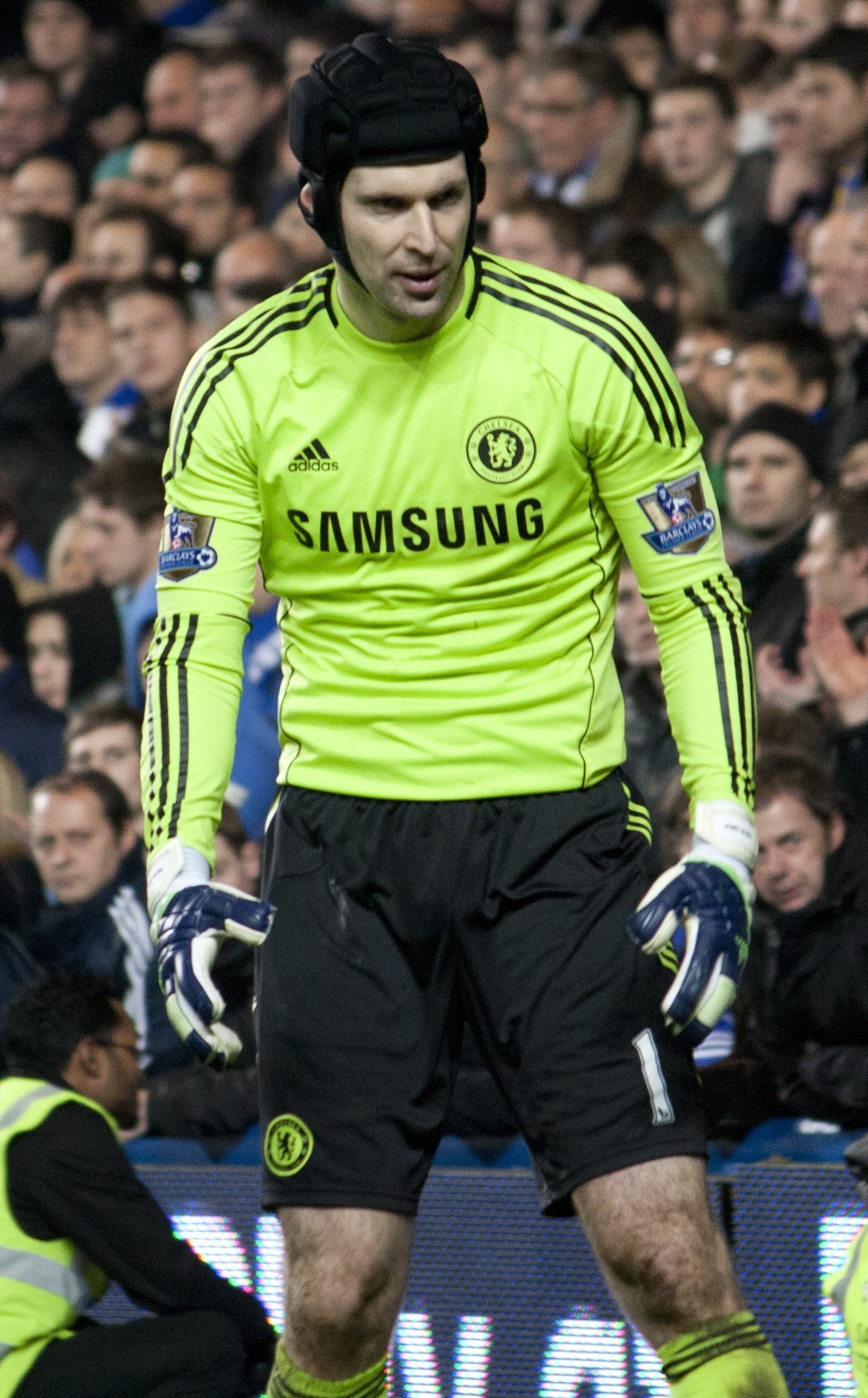
فاز بيتر تشيك بأول جائزة عام 2005.

| اللاعب (س)     | اسم لاعب وعدد مرات فوزه بالجائزة حتى ذلك الموسم (إذا كان أكثر من واحد). |
| علامة الخنجرية | يشير إلى عدة فائزين بالجائزة في ذلك الموسم.                             |
| §              | يشير إلى فوز النادي بلقب الدوري الإنجليزي الممتاز في ذلك الموسم.        |

| الموسم  | اللاعب           | الجنسية  | النادي          | شباك نظيفة | مراجع         |
| ------- | ---------------- | -------- | --------------- | ---------- | ------------- |
| 2004–05 | بيتر تشيك        | التشيك   | تشيلسي          | 21         | [ 4 ] [ 15 ]  |
| 2005–06 | بيبي رينا        | إسبانيا  | ليفربول         | 20         | [ 1 ]         |
| 2006–07 | بيبي رينا (2)    | إسبانيا  | ليفربول         | 19         | [ 16 ]        |
| 2007–08 | بيبي رينا (3)    | إسبانيا  | ليفربول         | 18         | [ 17 ] [ 18 ] |
| 2008–09 | أدوين فان در سار | هولندا   | مانشستر يونايتد | 21         | [ 8 ] [ 19 ]  |
| 2009–10 | بيتر تشيك (2)    | التشيك   | تشيلسي          | 17         | [ 1 ] [ 15 ]  |
| 2010–11 | جو هارت          | إنجلترا  | مانشستر سيتي    | 18         | [ 20 ] [ 21 ] |
| 2011–12 | جو هارت (2)      | إنجلترا  | مانشستر سيتي    | 17         | [ 22 ]        |
| 2012–13 | جو هارت (3)      | إنجلترا  | مانشستر سيتي    | 18         | [ 7 ] [ 23 ]  |
| 2013–14 | بيتر تشيك (3)    | التشيك   | تشيلسي          | 16         | [ 15 ] [ 24 ] |
| 2013–14 | فويتشيك شتشيسني  | بولندا   | أرسنال          | 16         |               |
| 2014–15 | جو هارت (4)      | إنجلترا  | مانشستر سيتي    | 14         | [ 13 ]        |
| 2015–16 | بيتر تشيك (4)    | التشيك   | أرسنال          | 16         | [ 15 ] [ 25 ] |
| 2016–17 | تيبو كورتوا      | بلجيكا   | تشيلسي          | 16         | [ 26 ]        |
| 2017–18 | دافيد دي خيا     | إسبانيا  | مانشستر يونايتد | 18         | [ 27 ]        |
| 2018–19 | أليسون           | البرازيل | ليفربول         | 21         | [ 28 ]        |
| 2019–20 | إيدرسون          | البرازيل | مانشستر سيتي    | 16         | [ 29 ]        |
| 2020–21 | إيدرسون (2)      | البرازيل | مانشستر سيتي    | 19         | [ 30 ]        |
| 2021–22 | بيكر (2)         | البرازيل | ليفربول         | 20         | [ 31 ]        |
| 2021–22 | إيدرسون (3)      | البرازيل | مانشستر سيتي    | 20         | [ 31 ]        |
| 2022–23 | دافيد دي خيا (2) | إسبانيا  | مانشستر يونايتد | 17         | [ 32 ]        |
| 2024–23 | دافيد رايا       | إسبانيا  | نادي أرسنال     | 16         | [ 33 ]        |

## الجوائز حسب البلد
| البلد    | المجموع |
| -------- | ------- |
| التشيك   | 4       |
| إنجلترا  | 4       |
| إسبانيا  | 6       |
| البرازيل | 5       |
| بلجيكا   | 1       |
| هولندا   | 1       |
| بولندا   | 1       |

## الجوائز حسب النادي
| النادي          | المجموع |
| --------------- | ------- |
| مانشستر سيتي    | 7       |
| تشيلسي          | 4       |
| ليفربول         | 5       |
| أرسنال          | 2       |
| مانشستر يونايتد | 3       |